# Nektarnik masajski
Nektarnik masajski (Cinnyris loveridgei) – gatunek małego ptaka z rodziny nektarników (Nectariniidae). Występuje endemicznie w Tanzanii. Zagrożony wyginięciem. Nie wyróżnia się podgatunków.

## Zasięg występowania
Jeden z dwóch gatunków ptaków endemicznych dla gór Uluguru we wschodniej Tanzanii. Całkowity zasięg występowania szacowany jest na 530 km². Zasiedla lasy na wysokości 1200–2560 m n.p.m.

## Morfologia
Holotyp, samiec, pochodził z kolekcji Arthura Loveridge’a, do czego nawiązuje nazwa C. loveridgei. Zebrany został w 1921 roku. Długość ciała wynosi 11 cm. Długość skrzydła holotypu to 57 mm, ogona 41 mm, dzioba od nasady 25 mm, a skoku 20 mm. Wierzch ciała i głowa zielone, opalizujące. Pokrywy ogonowe niebieskofioletowe. Skrzydła ciemnobrązowe, z zielonym odcieniem na lotkach. Pod gardłem fioletowy pas oddzielający je od czerwonobrązowej piersi. Spód ciała i boki żółte.

## Zachowanie
Przypuszczalnie okres lęgowy trwa od sierpnia do marca. Zamknięte gniazdo z traw i mchu zawiera 2 lub 3 jaja. Mieści się na wysokości 1,5 do 10 m od ziemi. Wysiaduje samica.
Pożywienia stanowią nektar i owady. Żeruje zarówno samotnie, jak i w parach i wielogatunkowych stadach.

## Status, zagrożenia
Przez IUCN od 2006 roku gatunek klasyfikowany jest jako zagrożony wyginięciem (EN – Endangered); wcześniej, od 2000 roku miał status najmniejszej troski (LC – Least Concern), a od 1988 roku uznawano go za gatunek bliski zagrożenia (NT – Near Threatened). Zagrożenie stanowi utrata habitatu wskutek wylesiania na potrzeby rolnictwa oraz wycinki drzew na drewno kominkowe i materiały budowlane. Populacja powoli się zmniejsza, szacowana jest na około 37 tys. osobników.